# Andrea Facchin
Andrea Facchin (n. 20 septembrie 1978, Padova, Italia) este un caiacist ce a reprezentat Italia, medaliat olimpic. A participat la 2 ediții ale Jocurilor Olimpice (2004, 2008) în care a câștigat o medalie de bronz.